# Odin (software)
Odin é um programa utilitário de software desenvolvido e usado internamente pela Samsung, que é usado para se comunicar com os dispositivos Samsung no modo Odin (também chamado de modo de download). Ele pode ser usado para fazer o flash de uma imagem de firmware de recuperação personalizada (em vez da imagem de firmware de recuperação padrão) em um dispositivo Android da Samsung. Odin também é usado para desbloquear [en] certos dispositivos Android. Odin é a alternativa proprietária da Samsung ao Fastboot.
Não há registro de que a Samsung tenha lançado oficialmente o Odin, embora ele seja mencionado nos documentos de desenvolvedor do Samsung Knox SDK e alguns documentos até instruam os usuários a usar o Odin. Alguns outros documentos do Knox SDK referem-se ao "firmware de engenharia", que presumivelmente pode fazer parte do Knox SDK junto com o Odin. Os binários disponíveis publicamente são considerados resultado de vazamentos. A ferramenta não se destina aos consumidores, mas ao pessoal próprio da Samsung e aos centros de reparo aprovados.

## Uso
Embora nenhum das transferências disponíveis publicamente seja autorizado pela própria Samsung, os XDA-Developers consideram os arquivos oferecidos em seu Fórum (Odin v3 3.13.1 patcheado para windows) (Odin v4 1.2.1 para linux) a opção mais segura.
Para o uso do Odin, o telefone precisa estar no modo Download. Para isso, é preciso pressionar alguma combinação de teclas, como Botão liga/desliga + Botão de diminuir volume + Iniciar, ou Botão liga/desliga + Botão de diminuir volume  + Bixby para modelos mais recentes.

## Heimdall

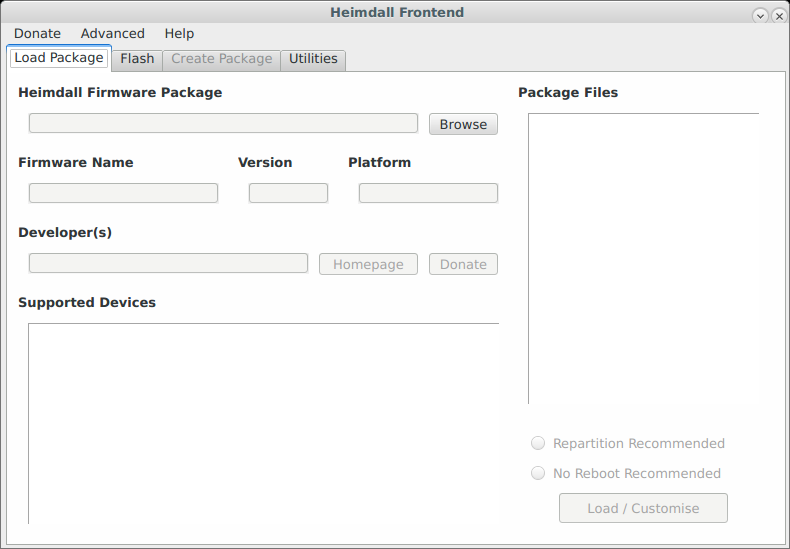
Interface gráfica de usuário para o Heimdall rodando no Ubuntu.

Heimdall é um substituto gratuito/libre/código aberto e multiplataforma para o Odin, que se baseia na libusb. O nome Heimdall, assim como Odin, é uma alusão à mitologia nórdica; tanto Odin quanto Heimdall estão entre as divindades do panteão nórdico.